# عزلة بني مليك (المحويت)

تعديل مصدري - تعديل

عزلة بني مليك هي إحدى عزل مديرية ملحان في محافظة المحويت اليمنية ويبلغ تعداد سكانها 3401 نسمة حسب التعداد السكاني في اليمن لعام 2004.